# United City FC
United City FC – profesjonalny filipiński klub piłkarski z siedzibą w Bacolod, Negros Occidental. W sezonie 2024/2025, klub grał w Philippine Football League, czyli na najwyższym szczeblu krajowej piłki nożnej. Klub jest członkiem związku piłki nożnej – Negros Occidental i stąd został pierwotnie nazwany Ceres – Negros Football Club. Klub do 2020 roku nosił nazwę Ceres oraz Ceres-Negros.
Nazwa pochodzi od linii autobusowej Ceres Liner posiadanych przez braci Ricky i Leo Rey Jansona i obsługiwanych przez Vallacar Transit Inc., największej lądowej publicznej firmy transportowej w regionie Negros na Filipinach. La Salle pochodziła z klubu bliskich więzi z University of St. La Salle w Bacolod.
Ceres swój pierwszy znaczący sukces w United Football League miał w sezonie 2014, kiedy wygrał 2 dywizję United Football League, zdobywając awans do pierwszej ligi. Od tamtej pory zdobył UFL FA League Cup oraz mistrzostwo kraju w 2015 roku.

## Historia

### Otwarty męski turniej piłkarski w Negros
W styczniu 2012 roku Ceres FC zdobył mistrzostwo 1. Otwartych męskich mistrzostw piłkarskich w Negros. W finale pokonali Bacolod United FC (11-0).

### Narodowy męski turniej piłkarski PFF
Ceres zakwalifikował do narodowego męskiego turnieju piłkarskiego PFF przechodząc wszystkie swoje mecze w regionalnych eliminacjach w San Carlos City. W meczu 1/16 finału na stadionie Panaad Stadium drużynie żółto-czarnych przyszło się mierzyć ze Stallion FC. Pojedynek zakończył się wynikiem 1-0 po bramce Jung-mook’a w 45 minucie. Ćwierćfinał już na stadionie w Manilii zakończony takim samym rezultatem nad Global FC po bramce Longa w 12 minucie gry. Półfinał został rozegrany na tym samym obiekcie. Przeciwnikiem była Kaya FC. Tym razem pewnie wygrane spotkanie 3-1 po golach Panhaya, Byeonga i Choi. Wielki finał tradycyjnie na Rizal Memorial Stadium, czyli obiekcie dwóch poprzednich potyczek. W finale żółto-czarni podejmowali Pasargard FC. Zwycięstwo 1-0 przypieczętował Byeong Yun-joon w 56 minucie i Ceres FC mogło się cieszyć z pierwszego tego typu trofeum.

## Herb i stroje
Klubowy herb pochodzi od głównego loga linii autobusowych o nazwie drużyny. Został on otoczony zielonym do reprezentowania barw Uniwersytecie St. La Salle w Bacolod, który jest znany ze swojej drużyny piłkarskiej w poziomach kształcenia uniwersytetu. W centrum znajduje się logo Jansona Company – Vallacar Transit Incorporated, która jest właścicielem i zarządcą klubu.
Stroje domowe są koloru żółtego z czarnym wzorem. Wyjazdowe trykoty są czarne z żółtymi kołnierzykami i połową rękawek. Team nigdy nie posiadał trzeciego kompletu strojów.

## Turnieje międzynarodowe

### 2014
W 2014 roku Ceres przystąpił do rozgrywek o Puchar Prezydenta AFC. Trafili do grupy „B”, gdzie mierzyli się z północnokoreańskim Rimyongsu, tajpejskim Tatung FC oraz turkmenistańskim HTTU. Rozpoczęcie turnieju dla filipińskiego klubu zakończyło się remisem 2-2 z Rimyongsu. Drugi mecz grupy żółto-czarni wygrali z Tatungiem 2-0, lecz porażka w ostatnim meczu z HTTU 1-2 pozbawiła szans awansu do dalszej fazy.

### 2015-2016
W sezonie 2015-2016 klub bierze udział w Pucharze AFC w piłce nożnej. W grupie „E” po czterech spotkaniach jest liderem z ośmioma punktami. Klub pokonał Tampines Rovers 2-1 i Sheikh Jamal Dhanmondi 0-2, zaś zremisował z Selangorem FA 2-2 i rewanżowym spotkaniu z Tampines Rovers 1-1.

## Skład
Skład aktualny na 4 kwietnia 2021 roku.
| Nr | Poz. | Piłkarz                    |
| -- | ---- | -------------------------- |
| 1  | BR   | Anthony Pinthus            |
| 2  | OB   | Sean Patrick Kane          |
| 3  | PO   | Pocholo Bugas              |
| 5  | PO   | Mike Ott                   |
| 6  | PO   | Tristan Robles             |
| 7  | NA   | Bienvenido Marañón Morejón |
| 11 | OB   | Miguel Clariño             |
| 12 | PO   | Stephan Schröck            |
| 15 | NA   | Arnie Pasinabo             |
| 22 | PO   | Jordan Jarvis              |
| 24 | BR   | Florencio Badelic Jr.      |
| 29 | PO   | Hikaru Minegishi           |
| 30 | NA   | Angelo Marasigan           |

| Nr | Poz. | Piłkarz         |
| -- | ---- | --------------- |
| -  | PO   | Adam Reed       |
| -  | PO   | Amin Nazari     |
| -  | OB   | Jung Da-hwon    |
| -  | PO   | Omid Nazari     |
| -  | NA   | Mark Hartmann   |
| -  | NA   | Jai Ingham      |
| -  | NA   | Curt Dizon      |
| -  | PO   | Andreas Esswein |
| -  | OB   | Justin Baas     |
| -  | NA   | Kieran Hayes    |
| -  | OB   | Jonny Campbell  |
| -  | BR   | Kenry Balobo    |

## Trenerzy klubu
| Imię i nazwisko  | Lata           |
| ---------------- | -------------- |
| Ali Go           | 20XX–14        |
| Cha Seung-ryong  | 2014–15        |
| Ali Go           | 2015–          |
| Franklin Muescan | 2016 (AFC Cup) |

## Trofea

### Ligowe
- United Football League Division I
  - Zwycięstwa: 2015[10]
- United Football League Division II
  - Zwycięstwa: 2014

### Puchar
- UFL FA League Cup
  - Zwycięstwa: 2014
- Narodowy męski turniej piłkarski PFF
  - Zwycięstwa (2): 2012–13, 2013–14

### Międzynarodowe turnieje
Puchar AFC w piłce nożnej
2015: Runda Play-off
Puchar Prezydenta AFC
2014: Faza grupowa